# Corpo esponjoso

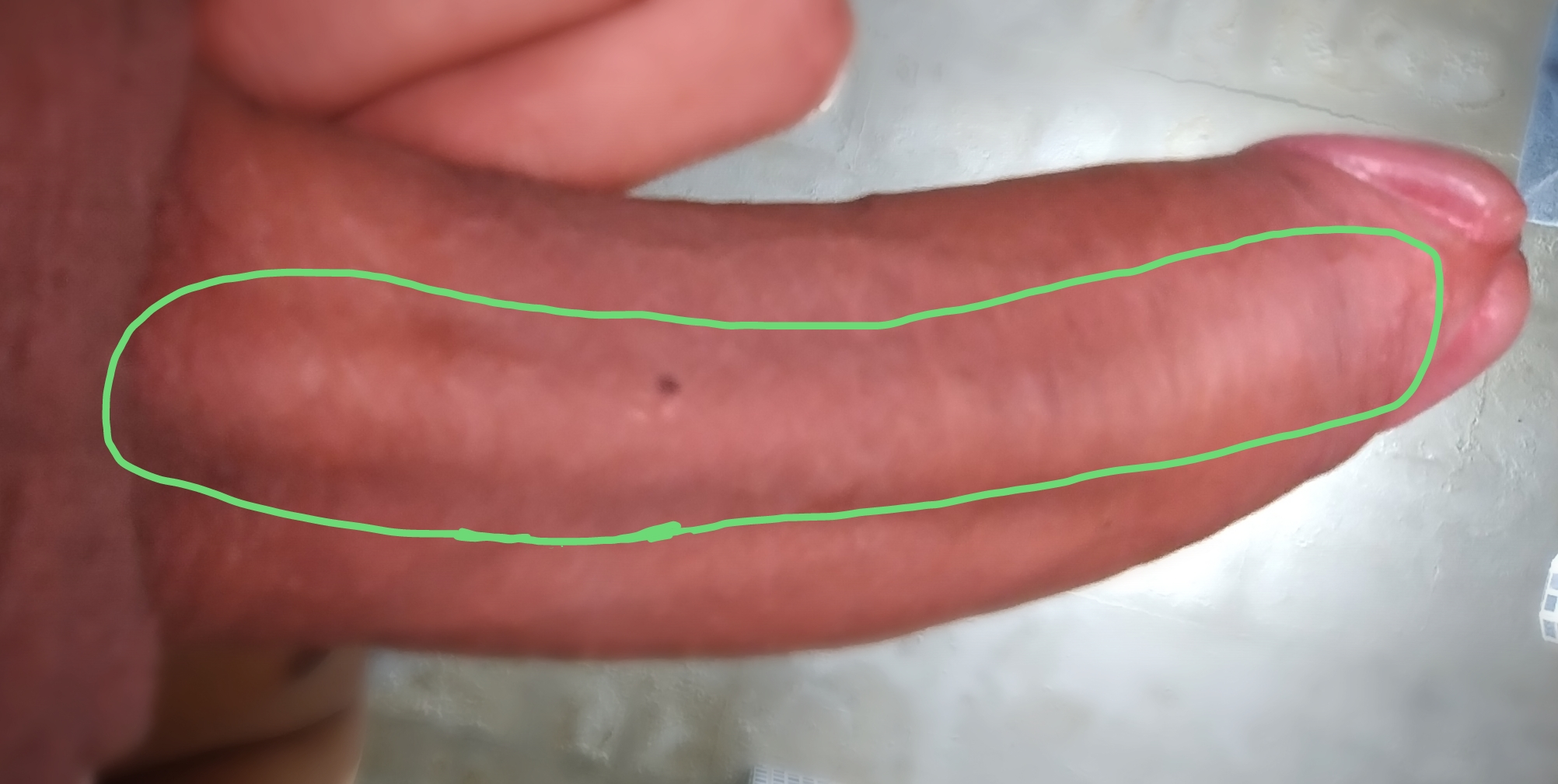
Pênis com corpo esponjoso proeminente

Corpo esponjoso é uma estrutura cilíndrica do tecido erétil que envolve a uretra peniana, permitindo a passagem de urina e de sêmen. O corpo esponjoso se diferencia dos corpos cavernosos por conter menos tecido erétil e por ser envolvido por uma túnica albugínea mais fina, o que evita que a uretra seja comprimida durante a ereção. Existem estruturas e funções correspondentes no clitóris das mulheres.
1. ↑  «Órgãos reprodutores masculinos». Kenhub. Consultado em 11 de maio de 2025
2. ↑  «Pênis». Kenhub. Consultado em 11 de maio de 2025
3. ↑  «Orgãos reprodutores femininos». Kenhub. Consultado em 11 de maio de 2025